# ياسر السباعي
لاعب سوري من موليد 1969 لعب لمنتخب بلاده بكافة الفئات العمرية وشارك في بطولة كاس العالم للشباب مرتين في البرتغال والدمام ولعب للكثير من الاندية فاحترف في لبنان مع نادي الصفاءوالرياضة والادب والمجد والتضامن ولعب في سوريا لنادي الاتحاد الحلبي ولنادي الجيش ومن ثم توجه السباعي إلى التدريب فقاد نادي الاتحاد السوري إلى بطولتي الدوري والكاس وقد كانت الثنائية الأولى بتاريخ النادي مع هذا المدرب الصغير حيث كان آنذاك لم يبلغ من العمر سوى 32 فقط ومن ثم توجه السباعي إلى نادي الطليعة السوري وحاز معه على ثالث الدوري السوري لموسم 2006-2007 وبعدها لقد حصل السباعي على عقد احترافي من الأردن ووافق السباعي وكان العرض المقدم من نادي البقعة الأردني وقد ابلى السباعي هناك بلاء حسنا وقاد النادي للفوز في البطولة العربية للاندية بعد الفوز على النادي العربي الأردني بركلات الترجيح وحصل على المركز الثاني في بطولة الدوري الأردني الممتاز ووصيف كاس الأردن وبعدها عاد الي سوريا ودرب نادي الجيش وحقق معه المركز الثاني في بطولة الدوري السوري ومن ثم عاد إلى الاحتراف من جديد وإلى لبنان وتحديدا إلى نادي المبرة ليناني وقاد الفريق للمركز الرابع في الدوري وبعد انتهاء عقده وقع السباعي على عقد جديد في لبنان وكان النادي آنذاك العهد وقاد الفريق للحصول على بطولة كا السوبر اللبناني وكاس النخبة وبطولة الدوري لبناني لكرة القدم وعاد إلى سوريا من جديد لتدريب المنتخب السوري الأول ومن ثم المنتخب الأولمبي وحقق معه بطولة الصداقة الدولية الودية التي أقيمت في قطر وذلك بعد الفوز على المنتخب القطري المضيف على ارضه وبين جمهوره وفاز على كل من اليابان والإمارات وصربيا في دور المجموعات والتقى بصربيا في النهائي ليكرر الفوز عليه وينال لقب البطولة مما لفت انظار بعض الاندية ال قطرية عليه فقد قدم له عرض من اندية الشحانية ومسيمير والشمال وكان له من النصيب نادي الشحانية وقلب السباعي نادي الشحانية راسا على عقب وحوله من ناد مشارك وجسرا للعبور من قبل الاندية إلى ناد منافس وحقق مع المركز الثالث لثلاث مواسم متتالية وحقق أيضا كاس اندية الدرجة الثانية وحقق الوصيف في الموسم التالي وبعد انتهاء عقد السباعي مع الشحانية ورفضه للتجديد بعد العديد من المحاولات من قبل إدارة النادي وقع السباعي عقد مع نادي الخريطيات أحد اندية دوري النجوم ليعمل معه كمشرف على الفريق الأول وكافة الفئات السنية بالنادي مع العلم أن ياسر حاصل على شهادات aو bو c الآسيوية وشهادة دورة المدربين المحترفين وتخرج من جامعة ليبزغ في ألمانيا وعمل دورة معايشة لخمسة أشهر مع النادي البافاري العريق البايرن ميونيخ.

## وصلات خارجية
- ياسر السباعي على موقع الاتحاد الدولي (مؤرشف)  (الإنجليزية)
- ياسر السباعي على موقع قاعدة بيانات كرة القدم.إي يو (الإنجليزية)
- ياسر السباعي على موقع عالم كرة القدم.نت (الإنجليزية)